# Trofeo Serra de Tramuntana 2017
La 25ª edición del Trofeo Serra de Tramuntana se llevó a cabo del 27 de enero de 2017. Fue el segundo trofeo de la Challenge Ciclista a Mallorca 2017 y la segunda prueba del UCI Europe Tour 2017.
El trofeo fue ganado por el belga Tim Wellens (Lotto-Soudal) que se impuso en solitario por delante de su compañero de equipo Louis Vervaeke y del español Vicente García de Mateos (Selección de España).

## Equipos participantes
| WorldTeams (4)- Bora-Hansgrohe - Lotto-Soudal - Movistar Team - Sky Equipos continentales profesionales (6)- Caja Rural-Seguros RGA - Cofidis, Solutions Crédits - Fortuneo-Vital Concept - Gazprom-RusVelo - Novo Nordisk - Roompot-Nederlandse Loterij Equipos continentales (6)- Amore & Vita-Selle SMP-Fondriest - Bolivia - Burgos-BH - Euskadi Basque Country-Murias - Inteja-Dominican - Nice Cycling Team Equipos nacionales (3)- Alemania - España - Gran Bretaña |
| |

## Clasificación final
| \| Clasificación general \| Clasificación general \| Clasificación general \| Clasificación general \| Clasificación general \| \| Ciclista \| Ciclista \| Equipo \| Tiempo \| \| \| --------------------- \| ------------------------ \| --------------------------- \| --------------------- \| --------------------- \| \| 1.º \| Tim Wellens \| Lotto-Soudal \| 4 h 06 min 42 s \| \| \| 2.º \| Louis Vervaeke \| Lotto-Soudal \| + 24 s \| \| \| 3.º \| Vicente García de Mateos \| España \| + 29 s \| \| \| 4.º \| Tao Geoghegan Hart \| Team Sky \| + 58 s \| \| \| 5.º \| Andrey Amador \| Movistar Team \| + 2 min 15 s \| \| \| 6.º \| Emanuel Buchmann \| Bora-Hansgrohe \| + 2 min 32 s \| \| \| 7.º \| David Belda \| Burgos-BH \| + 2 min 56 s \| \| \| 8.º \| Tiesj Benoot \| Lotto-Soudal \| + 3 min 43 s \| \| \| 9.º \| Alejandro Valverde \| Movistar Team \| + 3 min 43 s \| \| \| 10.º \| Elmar Reinders \| Roompot-Nederlandse Loterij \| + 4 min 21 s \| \| |                          |                             |                 |
| |                          |                             |                 |
| Fuentes: ProCyclingStats Cycling Quotient Cycling Archives |                          |                             |                 |
| Clasificación general |                          |                             |                 |
| Ciclista | Ciclista                 | Equipo                      | Tiempo          |
| 1.º | Tim Wellens              | Lotto-Soudal                | 4 h 06 min 42 s |
| 2.º | Louis Vervaeke           | Lotto-Soudal                | + 24 s          |
| 3.º | Vicente García de Mateos | España                      | + 29 s          |
| 4.º | Tao Geoghegan Hart       | Team Sky                    | + 58 s          |
| 5.º | Andrey Amador            | Movistar Team               | + 2 min 15 s    |
| 6.º | Emanuel Buchmann         | Bora-Hansgrohe              | + 2 min 32 s    |
| 7.º | David Belda              | Burgos-BH                   | + 2 min 56 s    |
| 8.º | Tiesj Benoot             | Lotto-Soudal                | + 3 min 43 s    |
| 9.º | Alejandro Valverde       | Movistar Team               | + 3 min 43 s    |
| 10.º | Elmar Reinders           | Roompot-Nederlandse Loterij | + 4 min 21 s    |

## Clasificaciones secundarias
El resto de las clasificaciones fueron las siguientes:
- Montaña:  Louis Vervaeke (Lotto-Soudal)
- Metas Volantes:  Jon Irisarri (Caja Rural-Seguros RGA)
- Sprints Especiales:  Bart De Clercq (Lotto-Soudal)
- Combinada:  Jürgen Roelandts (Lotto-Soudal)
- Equipos:  (Lotto-Soudal)